# Kaatje Tralalaatjes

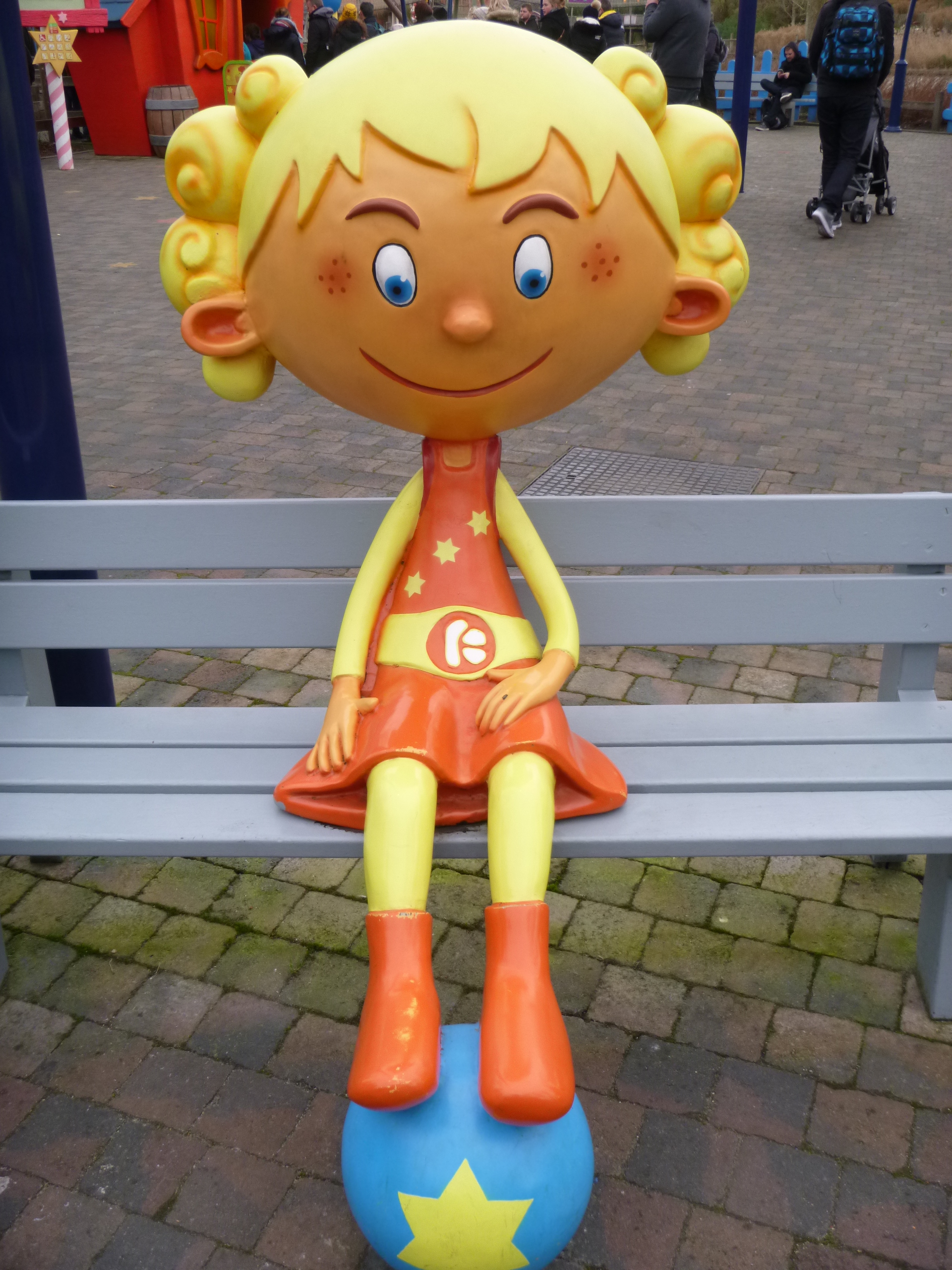
Kaatje Tralalaatjes in Plopsaland

Kaatjes Tralalaatjes is een televisieprogramma van Kaatje. In elke aflevering staat een alledaags probleem centraal. Kaatje en haar vrienden lossen met veel fantasie en op hun eigen manier de problemen creatief op.
Op 9 april 2011 werd de eerste aflevering van een eerste reeks van 50 afleveringen getoond, elke aflevering duurt een achttal minuten.

## Twee nieuwe personages
Frits en Frats zijn twee nieuwe personages in het programma. Het zijn twee onhandige rondreizende artiesten. Ze hebben een ruim assortiment verkleedkleren waarmee ze de gekste fratsen uithalen.
Frits  is vaak overenthousiast, zit boordevol plannen en is sterk overtuigd van zijn eigen gelijk. Frats  is eerder naïef en volgzaam. Dries De Win vertolkt de rol van Frats, in de eerste afleveringen met de stem van Rik Verheye later met de stem van Dries De Win. Bert Plagman (Tommie van Sesamstraat) vertolkt de rol van Frits, in de eerste afleveringen met de stem van Jonas Van Geel en later met de stem van Danny Timmermans.

## Buitenland
Inmiddels is er ook een Franse versie: Kathy Tralalère. De originele afleveringen zijn hiervoor in het Frans nagesynchroniseerd.

## Afleveringen
1. De Mug
2. Jeuk
3. Spoken
4. Taartjesdag
5. China
6. De wens van kamiel
7. De Verrassing
8. Cowboys
9. Sterk zijn
10. Het Dagboek
11. Piraten